# Toys in the Attic
Toys in the Attic är hårdrocksbandet Aerosmiths tredje studioalbum, utgivet i april 1975. Det hör till deras kommersiellt mest framgångsrika album, med 8 miljoner exemplar sålda i USA, och innehåller de två hitarna "Sweet Emotion" och "Walk This Way". 

## Låtlista
| 1. | Toys in the Attic   | Perry, Tyler    | 3:05 |
| 2. | Uncle Salty         | Hamilton, Tyler | 4:10 |
| 3. | Adam's Apple        | Tyler           | 4:34 |
| 4. | Walk This Way       | Perry, Tyler    | 3:40 |
| 5. | Big Ten Inch Record | Weismantel      | 2:16 |

| 6. | Sweet Emotion     | 4:34 |
| 7. | No More No More   | 4:34 |
| 8. | Round and Round   | 5:03 |
| 9. | You See Me Crying | 5:12 |